# Steins;Gate: Linear Bounded Phenogram
Steins;Gate: Linear Bounded Phenogram (STEINS;GATE 線形拘束のフェノグラム?, Steins;Gate senkei kōsoku no fenoguramu) è una visual novel giapponese, spin-off di Steins;Gate, pubblicata nel 2013 per PlayStation 3 e Xbox 360.
L'edizione occidentale in lingua inglese è stata pubblicata nel 2019 come contenuto aggiuntivo del remake Steins;Gate Elite per PlayStation 4 e Microsoft Windows.

## Modalità di gioco
La storia si articola in undici episodi, ambientati su differenti linee temporali. In ciascun episodio il giocatore impersona un protagonista diverso. La trama è lineare, in quanto al giocatore non sono richieste  scelte decisive, tuttavia è necessaria la lettura di tutte le mail che i protagonisti ricevono per sbloccare gli episodi successivi. Il primo episodio, Dr. Jekyll Online, ha come protagonista Rintarō Okabe; il secondo, The Caged Bird Sings, Itaru Hashida; il terzo, Vermillion Soteria, Kurisu Makise; il quarto, Ghostly Rendezvous, Suzuha Amane; il quinto, Built With Love, Yūgo Tennōji; il sesto, Superhero Chat-Noir, Faris Nyannyan; il settimo, Hermaphroditus in the Labyrinth, Ruka Urushibara; l'ottavo, Eternal Polaris, Mayuri Shiina; il nono, The Quantum Awakening, Moeka Kiryū; il decimo, Abduction Across Three Worlds, ancora Rintarō Okabe; l'undicesimo, Lunar Bifröst, Nae Tennōji.